# 화학적 과정
화학적 과정(化學的課程, 영어: chemical process)은 과학적 의미에서 하나 이상의 화학 물질 또는 화합물을 어떻게든 변경하는 방법이나 수단이다. 이러한 화학적 과정은 자체적으로 일어나거나 외부의 힘에 의해 일어날 수 있으며, 일종의 화학 반응을 수반한다.

## 같이 보기
- 생물학적 과정